# Bella Bellz
Bella Bellz (Atlanta, Georgia; 28 de marzo de 1985) es una actriz pornográfica estadounidense.

## Biografía
Bellz nació en marzo de 1985 en Atlanta, capital del estado de Georgia, en una familia de ascendencia italiana y nativoamericana, en concreto cheroqui. Durante el instituto fue cheerleader.
Animada por su amiga, la también actriz Jada Stevens, se decidió a entrar en la industria pornográfica en 2014, a los 29 años.
Como actriz, ha trabajado en películas de productoras como Evil Angel, Girlfriends Films, Jules Jordan Video, Archangel, Analized, Bang Bros o Brazzers.
En 2016 recibió cuatro nominaciones en los Premios AVN, destacando el de Mejor actriz revelación y el de la Mejor actuación solo / tease por  Brother Load 7.
Algunos títulos de su filmografía son Anal Sweetness 2, Ass Worship 16, Asshole Auditions, Deep Anal Drilling 6, Inked Angels 4, Lex Turns Evil 3, Manuel Opens Their Asses 2, Oil Overload 13 o Undisputed 2.
Se retiró en 2017, tras tres años en la industria y habiendo rodado algo más de 60 películas como actriz.

## Premios y nominaciones
| Año  | Ceremonia    | Resultado | Premio                                     | Trabajo        |
| ---- | ------------ | --------- | ------------------------------------------ | -------------- |
| 2016 | Premios AVN  | Nominada  | Mejor actriz revelación                    | —              |
| 2016 | Premios AVN  | Nominada  | Premio fan: Culo más épico                 | —              |
| 2016 | Premios AVN  | Nominada  | Premio fan: Artista debutante más caliente | —              |
| 2016 | Premios AVN  | Nominada  | Mejor actuación solo / tease               | Brother Load 7 |
| 2018 | Inked Awards | Nominada  | Mejor culo                                 | —              |